# Béthane
Béthane (ou Bétâne) est un hameau de la ville de Limbourg, situé en Région wallonne dans la province de Liège. Béthane se trouve au confluent de la Gileppe et de la Vesdre. Il se situe aussi au carrefour des routes nationales 620 et 629.
Le hameau avoisine le village de Goé situé à l'ouest et celui de Membach sis au nord-est. Il est bordé par la forêt de l'Hertogenwald située au sud-est (versant sud de la Vesdre) et est dominé par la colline boisée de Nantistay (versant nord de la Vesdre).

## Activités économiques
Béthane est connu pour abriter les importantes usines de la société des Beurres Corman, une entreprise fondée en 1935 par Nicolas Corman, elle est depuis 1992 filiale du groupe Savencia Fromage & Dairy et actuel leader des beurres et matières grasses de lait anhydres. L'entreprise occupe environ 450 personnes et est implantée sur les deux rives de la Vesdre.